# Břehyně – Pecopala
Národní přírodní rezervace Břehyně – Pecopala je jednou z prvních rezervací v Česku, které byly zahrnuty do sítě biogenetických rezervací Rady Evropy. Nachází se severovýchodně od města Doksy. Je tvořena Břehyňským rybníkem, založeným v roce 1287, obklopeným přilehlými rákosinami, rašeliništi a mokřadními loukami, a pískovcovou plošinou Pecopala krytou bory a bučinami.

## Historie
Celé území bylo chráněno od roku 1933. Dne 26. září 1967 byla lokalita zapsána do seznamu Státních přírodních rezervací výnosem MKI č.11.034/67. Dne 21. prosince 1987 byla Ministerstvem školství zapsána do nového seznamu SPR pod č.17.094/87 a to k ochraně rybníka s bažinami, s rákosinami a rašelinými loukami, pískovcové bory a suťové lesy, vzácná avifauna.

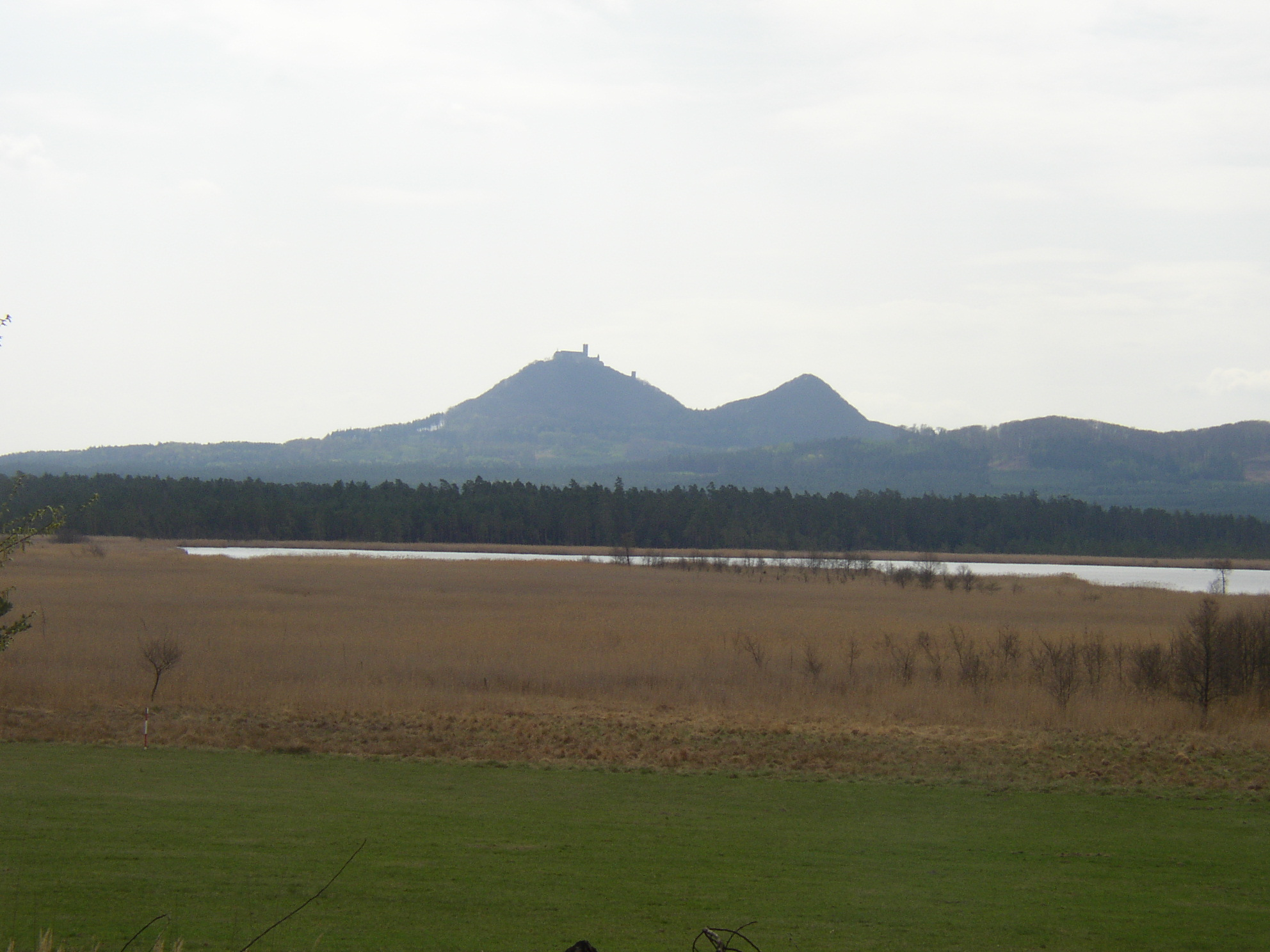
Mokřady při východním cípu Břehyňského rybníka; v pozadí Bezděz a Malý Bezděz.

Břehyňský rybník byl v roce 1991 zapsán do seznamu významných mokřadů Ramsarské úmluvy, v roce 1994 byla rezervace zahrnuta do systému biogenerických rezervací Rady Evropy. V roce 2002 zde byla navržena oblast ochrany ptactva evropské soustavy NATURA 2000. V roce 2004 byla na území, zahrnující jak tuto rezervaci, tak Máchovo jezero, Novozámecký rybník a Heřmanický rybník, vyhlášena Ptačí oblast Českolipsko – Dokeské pískovce a mokřady..
Lokalita je spolu s dalšími národními přírodními rezervacemi České republiky spravována Ministerstvem životního prostředí prostřednictvím AOPK ČR - Agentury ochrany přírody a krajiny ČR.
V zimě 2009/2010 se na dně tehdy vypuštěného a zamrzlého Břehyňského rybníka vědcům podařilo prozkoumat rozsáhlé pozůstatky (rašelinnou půdou částečně konzervované pařezy a vývraty stromů) borového pralesa s příměsí smrku, který se kdysi prostíral v těchto místech a byl částečně vykácen při založení rybníka ve 14. století.
Rezervaci občas narušují motorkáři i přes zákaz vjezdu motorových vozidel.

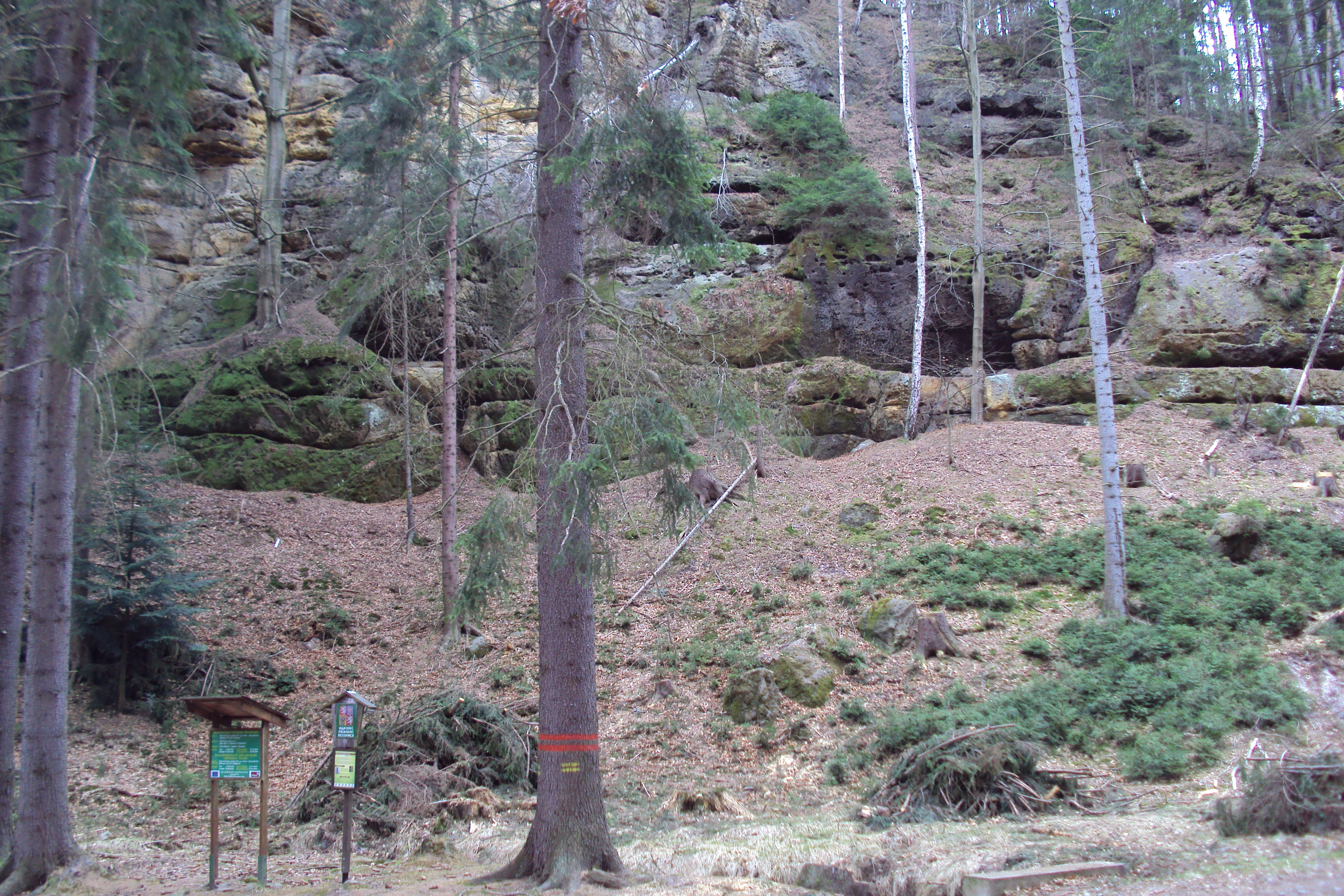
Skalní část rezervace

## Přírodní poměry
V rezervaci o rozloze 903 ha se nachází téměř 30 rostlinných asociací a je hnízdištěm řady ptačích druhů (bukač velký, jeřáb popelavý a orel mořský). Nejvyšším vrcholem je čedičová Pecopala (Pec), vysoká 451 m n. m.. Na zájmovém území se nachází též výrazný Mlýnský vrch (392 m n. m.), ležící na severozápadním břehu Břehyňského rybníka. Celé území se rozkládá na katastrálním území obcí Doksy a Hradčany, na východní straně silnice z Hradčan do vesnice Břehyně. K stavědlu rybníka Břehyně vede žlutě značená turistická cesta (okružní kolem Máchova jezera) a blízko je cyklotrasa 3045.

### Flora
Z pestré flóry území stojí za zmínku společenstva vodních rostlin s leknínem bílým (Nymphaea alba), mokřadní louky a rašelinné bory. V chráněném území bylo v posledních letech zjištěno přibližně 60 ohrožených druhů rostlin, např. leknín bělostný (Nymphaea candida), prstnatec pleťový (Dactylorhiza incarnata), rojovník bahenní (Ledum palustre), hrotnosemenka bílá (Rhynchospora alba) či vrba plazivá (Salix repens). Z mechorostů se zde vyskytují například ohrožený štírovec dutolistý (Scorpidium scorpioides) nebo celoevropsky chráněný druh srpnatka fermežová (Hamatocaulis vernicosus).

### Fauna
Tato rezervace je jedním z nejvýznamnějších chráněných území na Českolipsku. Spojuje v sobě pestrou škálu biotopů typických pro Dokeskou pahorkatinu, od vodní plochy, rákosin a přilehlých mokřadů Břehyňského rybníka po pískovcové skalní město Pecopala porostlé kyselými i květnatými bučinami a bory. Biologicky pestré území je bohaté na vzácné a chráněné druhy rostlin a živočichů, jedná se o významné hnízdiště ptáků. Mezi nejvzácnější ptačí obyvatele mokřadní části patří bukač velký (Botaurus stellaris), jeřáb popelavý (Grus grus) a orel mořský (Haliaeetus albicilla). V bučinách na Peci byl zaznamenán výskyt holuba doupňáka (Columba oenas) a lejska malého (Ficedula parva). Bohatá je fauna obojživelníků a plazů, např. mlok skvrnitý (Salamandra salamandra), skokan štíhlý (Rana dalmatina) či zmije obecná (Vipera berus). V okolí Břehyňského rybníka byla pozorována i vydra říční (Lutra lutra).
V roce 2014 zde byl pomocí fotopasti potvrzen výskyt vlka obecného (Canis lupus). Podle Agentury ochrany přírody a krajiny ČR jde pravděpodobně o jedince z německo-polské populace.